# Ньика, Дэвид
Дэвид Киран Ньика (англ. David Kieran Nyika; род. 7 августа 1995, Гамильтон, Новая Зеландия) — новозеландский боксёр-профессионал с угандийскими корнями, выступающий в полутяжелой и в первой тяжёлой весовых категориях. Бронзовый призёр Олимпийских игр 2020 года, двукратный чемпион Игр Содружества (2014, 2018) и двукратный чемпион Океании (2015, 2017), победитель и призёр международных и национальных турниров в любителях. Обладатель пояса IBF Inter-Continental в крузервейте (2024 — н.в) и WBO Asia Pacific (2024 — н.в.)
Лучшая позиция по рейтингу BoxRec — 32-я (июль 2025) и является 1-м среди новозеландских боксёров первой тяжёлой весовой категории, а по рейтингам основных международных боксёрских организаций занимает: 11-ю строку рейтинга IBF, — входя в ТОП-35 лучших боксёров первого тяжёлого веса всей планеты.

## Биография
Дэвид Ньика родился 7 августа 1995 года в Гамильтоне, в Новой Зеландии.
Семья Тома Ньики — дедушки Дэвида, с двумя детьми (отцом Саймоном и дядей Джоном) сбежала из Уганды в Новую Зеландию в 1973 году, спасаясь от диктатуры Иди Амина. Бабушка Дэвида, Дженни — родом из Уэльса. Мать Дэвида, Сьюзи — наполовину англичанка. Старший брат Джош (род. 1991) — боксёр выступающий в полусреднем весе.

## Любительская карьера
Начал заниматься боксом в 2009 году.
В августе 2014 года стал чемпионом Игр Содружества в Глазго (Шотландия) в весе до 81 кг, в финале победив боксёра с острова Маврикий Кеннеди Сен-Пьера.
В 2015 году стал чемпионом Океании в весе до 91 кг. И в октябре 2015 года участвовал в чемпионате мира в Дохе (Катар), соревнуясь в весовой категории до 91 кг, но в 1/16 финала проиграл бой единогласным решением судей со счетом 0-3 узбеку Рустаму Тулаганову. Затем принимал участие в двух олимпийских квалификационных турнирах — Азиатско-тихоокеанский олимпийский квалификационный турнир Азии и Океании 2016 и Мировой олимпийский квалификационный турнир 2016, но потерпел неудачу.
В 2017 году вновь стал чемпионом Океании в весе до 91 кг. И в августе 2017 года участвовал в чемпионате мира в Гамбурге (Германия), где в 1/8 финала победил со счётом 5-0 немецкого боксёра Игоря Тезиева, но в четвертьфинале потерпел поражение со счётом 1-4 от россиянина Евгения Тищенко — который в итоге завоевал серебро чемпионата мира в весе до 91 кг.
В апреле 2018 года стал чемпионом Игр Содружества в Голд-Косте (Австралия) в весе до 91 кг, в финале победив опытного австралийца Джейсона Уотли. Спустя некоторое время его золотая медаль была украдена из личного автомобиля, но полицейским удалось найти преступника и вернуть медаль боксёру.
В сентябре 2019 года участвовал в чемпионате мира в Екатеринбурге (Россия), где в 1/16 финала со счётом 5:0 победил австрийского боксёра Ахмеда Хагага, но в 1/8 финала потерпел поражение со счётом 0:5 от россиянина Муслима Гаджимагомедова, — который в итоге стал чемпионом мира в весе до 91 кг.

### Олимпийские игры 2020 года
В марте 2020 года, в Аммане (Иордания) занял 2-е место и прошёл квалификацию на квалификационном турнире от Азии и Океании к Олимпийским играм 2020 года.
И в июле 2021 года стал участником Олимпийских игр в Токио, где в 1/8 финала соревнований по очкам победил опытного марокканца Юнеса Баала, в четвертьфинале победил белоруса Владислава Смягликова, но в полуфинале уступил по очкам опытному россиянину Муслиму Гаджимагомедову. В итоге стал бронзовым призёром XXXII летних Олимпийских игр.

## Профессиональная карьера
27 февраля 2021 года дебютировал на профессиональном ринге в Окленде (Новая Зеландия), в рамках первого тяжёлого веса, победив нокаутом в 1-м же раунде небитого соотечественника Джесси Майо.
16 октября 2022 года в Мельбурне (Австралия) досрочно нокаутом во 2-м раунде победил ранее небитого новозеландского проспекта Тити Мотусагу.

#### Бой с Майклом Зейтцем
18 мая 2024 года в Саудовской Аравии провел бой против немца Майкла Зейтца в андеркарде боя за звание абсолютного чемпиона мира между Александром Усиком и Тайсоном Фьюри. Бой начался нервно, Ньика являясь явным фаворитом не мог нащупать свой бокс и даже пропускал от Зейтца ненужные выпады. Только в 4-м раунде Дэвид смог послать в нокдаун оппонента ударом в корпус, после которого тот не смог продолжать бой. На кону боя стоял вакантный титул IBF Inter-Continental.

#### Бой с Томми Карпенси
14 сентября 2024 года провёл защиту титула IBF Inter-Continental и выиграл вакантный титул WBO Asia Pacific против многократного претендента из США Томми Карпенси, победив техническим нокаутом в 3-м раунде. Обладая внушительными габаритами чем соперник (14 см в росте и 14 см в размахе рук) Ньика был ещё и быстрей чем возрастной Карпенси. Новозеландец боксировал первым номером и много работал по корпусу боковыми. Это принесло плоды - вышедший на коротком уведомлении Карпенси стал уставать. В третьей трехминутке это принесло плоды - нокдаун ударом по печени. Опытный Карпенси поднялся на ноги и даже попытался пойти в рубку, но получив встречный хук оказался во втором нокдауне. Его угол выбросил полотенце.

#### Бой с Джаем Опетайей
8 января 2025 года в Бродбиче, (Австралия) вышел на бой с чемпионом по версии IBF Джаем Опетайей. Изначально соперником Опетайи должен был стать обязательный претендент из Германии Хуссейна Джинкара, но он получил травму ноги. Ньика пытался боксировать с чемпионом на средней и ближней дистанции и навязать ему силовой бокс имея преимущество в габаритах. Такое положение оказалось выгодней самому чемпиону, он был быстр на ногах и имел преимущество в скорости. К 4-му раунду чемпион вел бой, у него было преимущество в точности, что вылилось в первый нокдаун правым апперкотом. Ньика смог встать и продолжить, но почти сразу же пропустил серию с последним тяжелым коротким левым оказавшимся сокрушительным. Бойцу потребовалась медицинская бригада, чтобы придти в себя. Победа Джея Опетайи нокаутом в 4 раунде. 

#### Бой с Николасом Харалампусом
16 июля 2025 года вернулся в Сиднее (Австарлия) с боем против опытного новозеландского гейткипера Николаса Харалампуса (23-7-2, 11 КО). В первом раунде более крупный Ньика имел преимущество. Держал на джебе, шёл вперед поддавливая оппонента. Харалампус был за блоком, периодически кидая размашистые боковые. Во втором раунде уже Харалампус отметился парой хороших точных эпизодов. Так же Ньика неумышленно пробил ниже пояса. Третий раунд оба провели активно и оба имели точные эпизоды. По точным ударам перед 5-м раундом Ньика был значительно впереди: 42-24, так же Харалампуса осмотрел врач, потому что у него возникла увеличивающаяся гематома. В 5-м раунде  Харалампус оказался в нокдауне от удара по корпусу. Он смог встать, Дотянул до конца раунда, но отказался от продолжения в перерыве. RTD5. 

## Статистика профессиональных боёв
В таблице перечислены результаты всех поединков боксёров.
В каждой строке указан результат поединка. Дополнительно номер поединка обозначен цветом, который обозначает итог поединка. Расшифровка обозначений и цветов представлена в нижеследующей таблице.
| Пример | Расшифровка                     |
| ------ | ------------------------------- |
|        | Победа                          |
|        | Ничья                           |
|        | Поражение                       |
|        | Планируемый поединок            |
|        | Поединок признан несостоявшимся |
| КО     | Нокаут                          |
| ТКО    | Технический нокаут              |
| PTS    | Решение судей (по очкам)        |
| UD     | Единогласное решение судей      |
| MD     | Решение большинства судей       |
| SD     | Раздельное решение судей        |
| RTD    | Отказ от продолжения боя        |
| DQ     | Дисквалификация                 |
| NC     | Поединок признан несостоявшимся |

| 12 поединков, 11 побед (10 нокаутом), 1 поражение. | 12 поединков, 11 побед (10 нокаутом), 1 поражение. | 12 поединков, 11 побед (10 нокаутом), 1 поражение. | 12 поединков, 11 побед (10 нокаутом), 1 поражение. | 12 поединков, 11 побед (10 нокаутом), 1 поражение.    | 12 поединков, 11 побед (10 нокаутом), 1 поражение. | 12 поединков, 11 побед (10 нокаутом), 1 поражение.                                                                     |
| Бой                                                | Рекорд                                             | Дата                                               | Соперник                                           | Место проведения боя                                  | Результат                                          | Примечание |
| -------------------------------------------------- | -------------------------------------------------- | -------------------------------------------------- | -------------------------------------------------- | ----------------------------------------------------- | -------------------------------------------------- | --- |
| 11                                                 | 10-1                                               | 8 января 2025                                      | Джей Опетая (26-0)                                 | Gold Coast Convention Centre, Бродбич, Новая Зеландия | KO 4 (12)                                          | Бой за титул чемпиона мира по версиям IBF (2-я защита Опетайи) и The Ring (5-я защита Опетайи) в 1-м тяжёлом весе.     |
| 10                                                 | 10-0                                               | 14 сентября 2024                                   | Томми Карпенси (31-8-1)                            | Viaduct Events Centre, Окленд Саудовская Аравия       | TKO 3 (10), 1:13                                   | Бой за титул по версии IBF Inter-Continental (1-я защита Ньики) и вакантный титул WBO Asia Pacific в 1-м тяжёлом весе. |
| 9                                                  | 9-0                                                | 18 мая 2024                                        | Майкл Зейтц (12-0)                                 | Kingdom Arena, Эр-Рияд, Саудовская Аравия             | TKO 4 (10), 2:45                                   | Бой за вакантный титул по версии IBF Inter-Continental.                                                                |
| 8                                                  | 9-0                                                | 3 ноября 2024                                      | Роберт Берридж (30-10-1)                           | Gatton Shire Hall, Гаттон, Квинсленд, Австралия       | TKO 3 (8), 1:00                                    | |
| 7                                                  | 7-0                                                | 28 июля 2023                                       | Вайкато Фалефехи (3-20)                            | Gatton Shire Hall, Гаттон, Квинсленд, Австралия       | TKO 2 (8), 2:14                                    | |
| 6                                                  | 6-0                                                | 24 мая 2023                                        | Луис Марстерс (2) (3-4)                            | Margaret Court Arena, Мельбурн, Австралия             | TKO 4 (5), 2:22                                    | |
| 5                                                  | 5-0                                                | 16 октября 2022                                    | Тити Мотусага (4-0)                                | Rod Laver Arena, Мельбурн, Австралия                  | KO 2 (6), 2:35                                     | |
| 4                                                  | 4-0                                                | 2 июля 2022                                        | Луис Марстерс (1-2)                                | Gold Coast Convention Centre, Голд-Кост, Австралия    | TKO 2 (4), 0:59                                    | |
| 3                                                  | 3-0                                                | 5 июня 2022                                        | Карим Мааталла (2-1)                               | Стадион Marvel, Мельбурн, Австралия                   | UD 5                                               | Счёт судей: 48-47, 49-46 (дважды).                                                                                     |
| 2                                                  | 2-0                                                | 18 декабря 2021                                    | Энтони Карпин (5-6-2)                              | Манчестер Арена, Манчестер, Великобритания            | RTD 1 (4), 3:00                                    | |
| 1                                                  | 1-0                                                | 27 февраля 2021                                    | Джесси Майо (3-0)                                  | Spark Arena, Окленд, Новая Зеландия                   | KO 1 (6), 0:29                                     | Профессиональный дебют.                                                                                                |
| Бой                                                | Рекорд                                             | Дата                                               | Соперник                                           | Место проведения боя                                  | Результат                                          | Примечание |

## Награды и признания
В 2019 году был награждён премией Gladrap NZ Boxing Awards 2019: как лучший боксёр-любитель года.